# Gina Pellón
Gina Pellón (* 26. Dezember 1926 in Cumanayagua, Kuba; † 26. März 2014 in Paris, Frankreich) war eine kubanische Künstlerin. Sie wurde bekannt durch ihre Ölgemälde mit abstrakten Frauen in starken Farben. Pellón lebte seit 1959 in Paris. Sie war vor dem Castro-Regime geflüchtet und konnte nicht zurückkehren. 
Seit 1960 hatte Gina Pellón jedes Jahr Ausstellungen ihrer Kunst in Ländern wie der Schweiz, den Niederlanden, Belgien, Venezuela, Dänemark, Deutschland, den USA, Frankreich, Kolumbien, Mexiko, Puerto Rico und Spanien.